# Cabo Yerbal
Cabo Yerbal ist ein Kap im Nordosten der Lavoisier-Insel in der Gruppe der Biscoe-Inseln westlich der Antarktischen Halbinsel. Es ragt nördlich der Bahía Howard in den Crystal Sound hinein.
Argentinische Wissenschaftler benannten es. Der weitere Benennungshintergrund ist nicht überliefert.